# 京都大原学院
京都大原学院（きょうとおおはらがくいん）は、京都府京都市左京区大原来迎院町にある公立義務教育学校。京都市立義務教育学校条例による学校名は京都市立大原小中学校。

## 概要
京都市街の北東15kmに位置する、山に囲まれた大原にある小中一貫教育校。2009年4月にそれまで隣接していた京都市立大原中学校と京都市立大原小学校を一体化し、9年間の一貫教育校として設立された。設立時の児童生徒数はおよそ100名であった。
現在の校名は地域や保護者、児童・生徒から公募し決定された。
小規模保育施設「小野山わらんべ」も京都大原学院の敷地内に開設され、0歳から15歳の学び舎となっている。
2018年4月に小学校課程から中学校課程まで義務教育を一貫して行う義務教育学校となった。

## 学校行事
- 4月 - 始業式・入学式・1年生を迎える会
- 5月 - 修学旅行・大原大掃除・児童生徒総会
- 6月 - 運動会・夏季テスト
- 7月 - 水生生物調査・職場体験
- 8月 - 若狭自然の家宿泊学習
- 9月 - 休日参観・秋季テスト
- 10月 - 文化祭・収穫祭
- 11月 - 児童生徒会役員選挙・マラソン大会・発見旅行
- 12月 - 人権学習・避難訓練・冬季テスト
- 1月 - 冬季休業・かるた大会
- 3月 - 学年末テスト・卒業生を送る会・卒業式・修了式

## 沿革
- 1875年5月28日 - 大原大長瀬町179番地に大原校が創立
- 1891年 - 大原尋常小学校と改称
- 1902年7月28日 - 現在地へ移転
- 1941年 - 大原国民学校と改称
- 1947年 - 愛宕郡大原村立大原小学校と改称
- 1947年5月6日 - 京都府愛宕郡大原村立大原中学校発足
- 1949年4月1日 - 京都市立大原小学校、京都市立大原中学校と改称
- 2009年4月1日 - 小中一貫教育校「京都大原学院」として開校
- 2018年4月1日 - 義務教育学校

## 交通
JR東海道線の京都駅から京都市営地下鉄烏丸線の国際会館駅で下車、京都バスの大原を下車後、徒歩5分